# رام داس (نقاش)
رامداس از نقاشان مینیاتور هند بود که در دو دهه آخر پادشاهی اکبر کبیر، حاکم گورکانیان هند، فعالیت هنری داشت. او در کارگاه‌های شاهنشاهی که کتاب‌های تذهیب‌کاری شده را زینت می‌بخشیدند کار می‌کرد. تصویری از اولین امپراتور مغول، بابر در کتاب بابرنامه از او در ۲۴ نوامبر ۱۵۸۹ ثبت شده. رامداس مسئول کشیدن صحنه مهمی بود که بابر را در باغی در آگرا به تصویر می‌کشد و پیروزیش را بر ابراهیم لودی جشن می‌گیرد. در حاشیهٔ این نقاشی نوشته شده که آن را طی پنجاه روز کشیده‌اند. او همچنین تصویری از شاه‌جهان در کتاب پادشاه‌نامه نقاشی کرده که تغییرات شدیدی در سبک هنرمند دیده می‌شود.